# ОДЕК (футбольний клуб)
ОДЕК (Оржівський деревообробний комбінат) — аматорський футбольний клуб із смт Оржева Рівненського району Рівненської області. Найтитулованіша команда Рівненщини. Чемпіон України 2013 року серед аматорів, 12-разовий чемпіон Рівненщини, 13-разовий володар кубка Рівненської області та 8-разовий переможець Суперкубка області.

## Попередні назви
- 1972–1983: «Деревообробник»
- 1983–1994: «Факел»
- 2001–2002: «ОДЕК-Україна»

## Історія
Оржівська команда в 70-х роках під назвою «Деревообробник» стала учасником першості Рівненського району, ставала чемпіоном в 1979 і 1982 роках. У 1983-му колектив перейменували в «Факел». Команда в цей період виступала у другій обласній лізі. В сезоні 1993/94 «Факел» зайняв третє місце в першості Рівненщини.
Після цього успіху команда припинила своє існування через повну відсутність фінансування. У 2001 році зусиллями вищого керівництва ТОВ «ОДЕК Україна» був створений новий колектив, який отримав назву ОДЕК. У тому ж році, стартувавши у другій лізі першості області команда стала бронзовим призером. Футболісти привезли в Оржів і кубок регіону. З тих пір клуб почав колекціонувати перемоги в обласному чемпіонаті, а також кубку області. ОДЕК регулярно виступає у всеукраїнських турнірах серед аматорів. В 2003 та 2012 роках гравці дійшли до фіналу кубка України, в 2005, 2010, 2014, 2016, 2018 і 2020 роках завоювали «бронзу» чемпіонату України серед аматорських команд, а в 2013-му виграли чемпіонат ААФУ.
У лютому 2022 року ОДЕК припинив участь у всіх змаганнях на аматорському рівні. Таке рішення прийняли власники та інвестори клубу. ФК ОДЕК буде представлений лише командою у Чемпіонаті області серед ветеранів старше 35 років, а всі гравці отримали статус вільних агентів.

## Досягнення
- Переможець чемпіонату України серед аматорів: 2013
- Бронзовий призер чемпіонату України серед аматорів (6): 2005, 2010, 2014, 2016, 2017/18, 2019/20
- Фіналіст Кубка України серед аматорів: 2003, 2012
- Чемпіон Рівненської області (12): 2002, 2003, 2004, 2006, 2007, 2008, 2011, 2013,2014, 2016, 2017, 2020[3]
- Віце-чемпіон (3): 2010, 2012, 2015
- Третє місце (4): 2005, 2009, 2018, 2021
- Володар Кубка Рівненської області (13): 2001, 2003, 2004, 2006, 2007, 2009, 2010, 2014, 2015, 2018, 2019, 2020[4], 2021[5]
- Володар Суперкубка Рівненської області (8): 2012, 2013, 2015,2016, 2017, 2018, 2020, 2021
- Кращі бомбардири ФК ОДЕК в рамках чемпіонату області: 2006 — Андрій Давидюк (21), 2011 — Віктор Газицький (22), 2014 — Віктор Газицький (15), 2020 — Микола Гайдучик (13).

## Статистика виступів
| Сезон  | Ліга | Місце | І   | В   | Н  | П  | М        | О   |
| ------ | ---- | ----- | --- | --- | -- | -- | -------- | --- |
| 2002   | 1    | 1     | 22  | 19  | 1  | 2  | 45-15    | 58  |
| 2003   | 1    | 1     | 20  | 15  | 3  | 2  | 34-14    | 48  |
| 2004   | 1    | 1     | 22  | 20  | 2  | 0  | 61-9     | 62  |
| 2005   | 1    | 3     | 22  | 16  | 5  | 1  | 67-18    | 53  |
| 2006   | 1    | 1     | 22  | 18  | 2  | 2  | 81-14    | 56  |
| 2007   | 1    | 1     | 22  | 16  | 5  | 1  | 52-14    | 53  |
| 2008   | 1    | 1     | 22  | 17  | 2  | 3  | 49-17    | 53  |
| 2009   | 1    | 3     | 18  | 10  | 5  | 3  | 34-16    | 35  |
| 2010   | 1    | 2     | 18  | 14  | 1  | 3  | 39-15    | 43  |
| 2011   | 1    | 1     | 18  | 16  | 0  | 2  | 40-10    | 48  |
| 2012   | 1    | 2*    | 22  | 17  | 4  | 1  | 65-11    | 55  |
| 2013   | 1    | 1     | 20  | 15  | 4  | 1  | 42-9     | 49  |
| 2014   | 1    | 1     | 16  | 12  | 0  | 4  | 45-12    | 36  |
| 2015   | 1    | 2     | 20  | 11  | 6  | 3  | 42-11    | 39  |
| 2016   | 1    | 1     | 18  | 16  | 1  | 1  | 55-15    | 49  |
| 2017   | 1    | 1     | 20  | 17  | 3  | 0  | 57-10    | 54  |
| 2018   | 1    | 3     | 24  | 20  | 2  | 2  | 89-18    | 62  |
| 2020   | 1    | 1     | 14  | 12  | 1  | 1  | 56-4     | 37  |
| 2021   | 1    | 3     | 16  | 13  | 0  | 3  | 61-9     | 39  |
| Усього |      |       | 376 | 294 | 47 | 35 | 1014-241 | 929 |

- *2012 рік: «Золотий матч»: «Славія» — ОДЕК — 1:0